# Namungo FC
El Namungo FC es un equipo de fútbol de Tanzania que juega en la Liga tanzana de fútbol, la primera división nacional.

## Historia
Fue fundado en la ciudad de Lindi y en la temporada 2018/19 asciende a la primera división; y al año siguiente llegó a la final de la copa nacional perdiendo ante el Simba FC.
Clasificó a la Copa Confederación de la CAF 2020-21, su primer torneo internacional, en el que fue eliminado en la fase de grupos.

## Participación en competiciones de la CAF
| Temporada | Torneo                       | Ronda          | Club                | Casa | Visita | Global   |
| --------- | ---------------------------- | -------------- | ------------------- | ---- | ------ | -------- |
| 2020-21   | Copa Confederación de la CAF | Preliminar     | Al Rabita           | 3-0  |        | 3-0      |
| 2020-21   | Copa Confederación de la CAF | 1              | Al-Hilal Al-Ubayyid | 2-0  | 3-3    | 5-3      |
| 2020-21   | Copa Confederación de la CAF | Playoff        | 1.º de Agosto       | 1-3  | 6-2    | 7-5      |
| 2020-21   | Copa Confederación de la CAF | Fase de grupos | Raja Casablanca     | 0-1  | 0-3    | 4° Lugar |
| 2020-21   | Copa Confederación de la CAF | Fase de grupos | Nkana FC            | 0-1  | 0-1    | 4° Lugar |
| 2020-21   | Copa Confederación de la CAF | Fase de grupos | Pyramids FC         | 0-1  | 0-2    | 4° Lugar |